# スマッシュをきめろ!
『スマッシュをきめろ!』は、『週刊マーガレット』で連載された志賀公江による漫画作品。全4巻。

## 概要
『週刊マーガレット』1969年8月17日の33号から翌年9月6日の36号にわたって連載された。当時としては本格テニス漫画はめずらしく、後の『エースをねらえ!』を先取りする、内容の濃い物語となっている。
かつての偉大なテニスプレーヤーの娘二人が、父の残した名声や才能に影響を受け、互いに切磋琢磨しながら成長していく過程が描かれる。ただし、よくあるテニスもののサクセスストーリーや、スポ根ものではなく、その多くを精神的、内面的なテーマに割いている。父の顔も知らずに育った姉（実は病弱のため、父に見放された娘）は、まわりから天才少女と騒がれていながら、テニスを通じることでしか父とかかわることができずに育った。そのせいか、父から引き継いだと信じる変化球には、異常なまでのこだわりを持っていた。しかもその変化球により、日本チャンピオンの座を獲得しただけではなく、外国の有名プロ選手ともわたりあって、名実とも変化球には自信を深めていた。だが、そんな父の技に固執したことが逆に自滅する原因となり、大事な試合に敗れるばかりか、プレーヤーとしての限界説まで取りざたされる結果をまねく。
同じく、妹は父を尊敬するあまり、父の編み出した必殺技が打てないコンプレックスを抱き続ける。父は生前、姉のプレーを褒め上げていた。それも劣等感へとつながり、「大好きなパパのテニスを受け継ぐのは自分しかいない！パパの必殺技を使うねえさんはゆるせない！」と、姉と母親に向って反抗的な態度を取り続けてしまう。典型的なファーザーコンプレックスである二人の姉妹が、いかにしたら父の呪縛から抜け出し、世界に通用する選手となれるのか。幾人もの登場人物を交え、スピード感のあるストーリーが展開される。

## あらすじ
小さいころに生き別れとなった姉妹が再会し、互いに父の面影を追いながらテニスを通して成長していく。

### 第一部
変化球サーブVカット 
さおりは父の残したVカットをマスターするため、甲山選手の指導を受ける。
主な試合
さおりvs真琴：突然あらわれ、妹と名乗る真琴に、動揺したさおりは完敗してしまう。

### 第二部
必殺ローリングフラッシュ 
銀色のラケットから放たれた打球は、ネットを越すとVの字のように鋭くカーブした。幻の変化球ローリングフラッシュの復活だ。さおりは真琴とダブルスを組むことになり、父譲りのローリングフラッシュは威力を発揮する。
主な試合
さおり、真琴姉妹vs高岡姉妹（ダブルス）：さおりは甲山先生の眼球を傷つける原因となったローリングフラッシュが打てなくて、高岡姉妹に敗れる。

### 第三部
チャンピオン誕生 
さおりは藤沢の卑劣な妨害にも屈せず、最年少で日本チャンピオンの座に輝いた。
主な試合
さおりvs藤沢：はじめは藤沢選手にペースを乱されていたが、得意の変化球を巧みに使い、さおりは見事優勝を果たす。これでさおりは最年少チャンピオンとなる。

### 第四部
栄光をこの手に!  
外国のプロテニスプレーヤー相手に、哲也と組んだダブルスの試合で勝利し、ローリングフラッシュは名をあげる。一方、試合停止処分を受けながらも、真琴の執念の闘魂が、打倒ローリングフラッシュに燃え、スミスコーチの指導のもと、ジョージの秘密特訓に耐え続ける。エル監督はさおりのローリングフラッシュを褒め上げ、それを破ることによってジャッキーのプロデビューを飾ろうと企てる。そして運命の試合が始まり、すっかり成長した真琴は、みずからの手で、姉から栄光を奪い取ることに成功する。その試合でジョージの父、エル監督は、かつての親友、東城博之との友情の証であるローリングフラッシュをたたきつぶしてしまった。しかしそれは、さおりのやたら変化球にこだわるテニスをやめさせるため、また、真琴に父を乗り越えさせるための、エル監督の思いやりでもあった。
試合後、ママが倒れたことを知る。ママは、さおりが父東城博之に見捨てられた子供だったという秘密の日記を哲也に燃やしてしまうように依頼していた。
藤沢悦子はジャッキーの前に無様に敗れたさおりをけなすが、甲山先生はさおりの才能を信じてイギリス留学の話を薦める。また、ジャッキーである真琴も、さおりがパパに見捨てられた過去のことなどにこだわらないようにと、手紙を破いてしまう。哲也や真琴に見送られ、さおりは飛行機に乗って旅立つ。
主な試合
さおりvsジャッキー（真琴）：「マコはこの手で栄光を勝ち取る」ジャッキーの強さは本物だった。父の編み出したローリングフラッシュだけが、姉妹を結びつける絆だと信じて、さおりは必死で打ち続けた。でも、むずかしい変化球は、気力、体力ともに消耗が激しく、それを使うプレーヤーの選手生命を脅かす凶器にもなりかねなかった。パパはそのせいで廃人のようになってしまっていたのだった。それに気づかないでさおりは体力の限界へと…。「もうだめ…、これ以上は手も足も動かない」禁断のローリングフラッシュを連発し、疲れはてたさおりはついにコートに沈んだ。

### 第五部
完結編 
イギリス留学したさおりは、パトリシアの協力を得、限界説に挑みながら、ウィンブルドンを目指す。途中で練習の妨げになるからと、パトリシアがさおりのトレードマークともいうべき長い髪を切り落とすというショッキングなシーンがある。さいごに真琴と再会し、真琴が哲也に惹かれていることを知り、「私に気を使わないで」と、逆に真琴の後押しをしようとする。
しかし、生前、父が言い残したように、姉妹が協力し合って父のテニスを完成させるといった場面は出てこないまま、かなり中途半端なかたちで終ってしまう。そのため、それぞれのストーリーは一部一巻の長さを持っているのにたいし、この第五部だけは、完結編といわれながらも極端に短い。それでいて舞台が海外ということもあり、テニススクールの話やエル監督の計画、ジャッキーの秘密など話自体は興味深く、この第五部も一巻にまとまるだけ連載されていたとしたなら、かなり充実した内容になっていたものと想像される。ちなみに集英社版で単行本化された当初、この完結編は割愛されてしまっていた。

## 登場人物
槇さおり
紫苑学園中学3年生。テニス界において、天才少女と呼ばれている。やさしく、思いやりのある性格だが、負けず嫌いで芯はしっかりしている。見知らぬ父にあこがれている。父の編み出した幻の変化球ローリングフラッシュを打つことができるただ一人の選手。
東城真琴
さおりの生き別れた妹、本来サウスポープレーヤー。通称マコ。かつての名テニス選手であった父親、東城博之に育てられる。自分と父を捨てたと思い込み、何不自由ない生活をしている母と姉を憎んでいるが、性格は素直。なかなか父の殻から抜け出せなかったが、右打ちの選手、ジャッキーに扮し、ローリングフラッシュを破ることで父の影を払おうとする。
ママ
さおり、真琴の母。ブティック「槙」の美人オーナー。さおりが父親に見捨てられた子だと知っているだけに、さおりにテニスをやめて欲しいと願っていたのだが、さいごはさおりの才能を認め、さおりにもテニスで活躍する場を与えてもらえるよう、甲山先生に依頼していた。
甲山
テニス全日本連続チャンピオン選手。さおりの真の才能を認めるよき指導者。さおりの打ったローリングフラッシュの事故により、右目眼球摘出手術を受ける。教え子の沢田選手と結婚する。
田淵
かつて東城のライバルだったが、その名声を逆恨みし、いまなお東城の面影のあるさおりのテニスをつぶそうと狙っている。真琴の姉に対する反抗心を利用し、危険技「両手打ち」でさおりの選手生命を奪おうとしたり、ダブルスのチームワークを乱そうと計略する。
東城博之
さおり、真琴の父。得意の変化球で人気を博し、ファンからだけでなく、数多くの選手からも慕われていた。しかし争いを避けるため、さおりを母の元に残し、真琴をつれて信州の山奥で教師を務めるが、その地にて失命する。成長したさおりの実力を認めつつ、誰よりも変化球の怖さを知るだけに、真琴に姉妹二人で協力し、自分のテニスを完成させるよう託した。
大石哲也
さおりが慕う大学生。授業料免除の特待生。学生テニスチャンピオンにして、さおりのテニスの指導者。さおりのよき理解者でもある。さおりとは家族ぐるみの付き合いがあり、十年以上も前のさおり、真琴姉妹を知っている。
エル・フラッシャー
本名エドワード・マイケル。アメリカの名テニスプレーヤーだったが、事故で選手を引退し、その後チーム監督となる。東城博之との親交も深いだけに、過去、東城の離婚にかかわったことがある。東城の娘のうち、真琴だけの将来をまかされていた。チームを率いて十年ぶりに日本にやってくることとなる。
ジョージ
エルの息子。テニスプレーヤーにして、コーチとしての才能も認められている。夢はプロのテニスチームを作ること。常にさおりを気にかけているものの、エルのチームメンバーとしての立場もあり、真琴をジャッキーに仕立てることに協力する。高岡姉妹とも顔なじみである。
藤沢悦子
大石の通う学校の学長の娘。実力は日本チャンピオンレベルだが、策におぼれ、決勝戦でさおりに敗れる。
ジョン・スミス
エルのチームのコーチ。誰のどんな打球であっても再現する能力の持ち主。ローリングフラッシュを破る作戦を考え出し、ジャッキーに手ほどきする。
パトリシア
さおりのイギリス留学中、変化球に頼らないテニスをさせるため、秘密特訓をするなぞの女性。プレーの妨げになると、さおりのロングヘヤーを切り落としてしまうほどの徹底ぶりだ。真琴の前に「ジャッキー」役を勤めた経験を持つ。

## 単行本リスト

### 書誌情報
《A》新書判
- 志賀公江 『スマッシュをきめろ!』 集英社〈マーガレットコミックス〉、全4巻（全国書誌番号:45007566／4冊の単純合算829頁）。
  1. 変化球サーブVカットの巻：1970年8月20日発行、〈MC 52：205頁[15]〉
  2. 必殺ローリングフラッシュの巻：1970年8月20日発行、〈MC 53：203頁[16]〉
  3. チャンピオン誕生の巻：1970年12月20日発行、〈MC 59：212頁[17]〉
  4. 栄光をこの手に!の巻：1970年12月20日発行、〈MC 60：209頁[18]〉

《B》文庫判
＊「単行本未収録原稿を含む、完全版」として再販された（3冊の単純合算875頁）。
- 志賀公江 『スマッシュをきめろ!』 双葉社〈双葉文庫名作シリーズ〉、全3巻。
  1. 1998年10月25日発行、〈文庫し14-1：294頁[19]〉、ISBN 4-575-72137-9
  2. 1998年10月25日発行、〈文庫し14-2：292頁[20]〉、ISBN 4-575-72138-7
  3. 1998年10月25日発行、〈文庫し14-3：289頁[21]〉、ISBN 4-575-72139-5

《C》廉価版
＊各巻の裏表紙に印刷されたJANコードは以下の通り。
- 志賀公江 『スマッシュをきめろ!』 大創出版〈ダイソーコミックシリーズ〉、全5巻。
  1. 2002年1月1日発行、〈40〉、JAN 4984343212800
  2. 2002年1月1日発行、〈41〉、JAN 4984343212817
  3. 2002年1月1日発行、〈42〉、JAN 4984343212824
  4. 2002年1月1日発行、〈43〉、JAN 4984343212831
  5. 2002年1月1日発行、〈44〉、JAN 4984343212848

### 電子書籍（デジタル配信）
《D》双葉文庫の電子版
＊なお『ebookjapan』では、双葉文庫版および後述する『ビーグリー』が発行元となっている電子版の2種類を販売・配信している。
＊補足：『双葉社』公式サイトには、作品情報の掲載がない（2024年7月時点）。
- 志賀公江『スマッシュをきめろ!』 イーブックイニシアティブジャパン〈商品カテゴリー：双葉文庫〉、全4巻（4冊の単純合算872頁[注 2]）。
  1. 第1部 変化球サーブVカット：2004年8月6日配信開始、〈200頁[22]〉
  2. 第2部 必殺ローリングフラッシュ：2004年8月6日配信開始、〈201頁[23]〉
  3. 第3部 チャンピオン誕生：2004年8月6日配信開始、〈210頁[24]〉
  4. 第4部 栄光をこの手に!：2004年8月6日配信開始、〈261頁[25]〉

《E》ビーグリー版
＊MCレーベルと同じ副題「◯◯の巻」が各巻の表紙に当たる画像に印字されている。
＊目次・初出一覧・奥付等が一切ない仕様な上、ビーグリー直営の『まんが王国』販売ページでも配信開始日の記載がないので販売開始がいつかは不明。参考値として他の大手電子配信書店のうち『コミックシーモア』が2015年8月より、『Amazon Kindle』が2015年10月より各々配信している。
- 志賀公江 『スマッシュをきめろ!』 ビーグリー、全4巻（全42話／4冊の単純合算810頁）。
  1. 198頁（表紙＋遊び紙＋漫画本編の印字されているページ数：5-200）
  2. 199頁（表紙＋漫画本編の印字されているページ数：6-203）
  3. 208頁（表紙＋漫画本編の印字されているページ数：6-212）
  4. 205頁（表紙＋漫画本編の印字されているページ数：6-209）

## ドラマ版

### コートにかける青春
1971年9月3日スタート。全52回。

#### 配役
- 槙さおり - 紀比呂子
- 東城真琴 - 森川千恵子

#### テーマソング
- きめろ!スマッシュ